# Andreas Metzner
Andreas Metzner (* 24. Oktober 1954) ist ein ehemaliger deutscher Fußballspieler.

## Werdegang
Der Abwehrspieler Andreas Metzner begann seine Karriere bei der TSG Rehme, mit denen er ab 1976 in der Landesliga Westfalen spielte. Später wechselte er zum Oberligisten Bünder SV und wechselte im Sommer 1979 zum Zweitligisten SC Herford. Dort gab er sein Debüt am 21. September 1979 beim 1:0-Sieg der Herforder bei Holstein Kiel. Im Jahre 1981 verpasste Metzner mit den Herfordern die Qualifikation für die eingleisige 2. Bundesliga. Er absolvierte 70 Zweitligaspiele und erzielte dabei zwei Tore.